# Bogdan Brecelj
Bogdan Brecelj, slovenski zdravnik kirurg in ortoped, pedagog,   akademik in partizan,  * 6. maj 1906, Gorica, † 9. september 1986, Ljubljana.

## Življenje in delo
Medicino je študiral na Dunaju in Innsbrucku, kjer je 1929 tudi doktoriral. Specializacijo iz kirurgije je opravil 1935 v Ljubljani. V Berlinu, Bologni, na Dunaju, v Padovi in Pragi pa se je specializiral iz ortopedije, ter specializacijo končal 1937. Še istega leta je prevzel vodstvo ortopedskega odseka 1. kirurškega oddelka v Ljubljani. Sodeloval je v Osvobodilni fronti in bil med soustanovitelji matičnega zdravniškega odbora Osvobodilne fronte v Ljubljani. Italijanski fašisti so ga dvakrat aretirali, 1943 je prebežal na osvobojeno ozemlje in v narodnoosvobodilni borbi opravljal razne funkcije. Od 1944 je bil glavni kirurg sanitetnega odseka pri Glavnem štabu Narodnoosvobodilne vojske in partizanskih odredov Slovenije. Leta 1945 je bil organizacijski sekretar Pokrajinskega narodnoosvobodilnega odbora za Slovensko primorje in Trst.
Brecelj je bil 31. avgusta 1945 imenovan za rednega profesorja na ljubljanski Medicinski fakulteti in izvoljen za njenega prodekana. Leta 1946 je dosegel ustanovitev katedre in klinike za ortopedijo na Medicinski fakulteti. Organiziral je ortopedske bolnišnice za zdravljenje osteoartikularne tuberkuloze v Rovinju, Šempetru pri Gorici in Ankaranu (Ortopedska bolnišnica Valdoltra) ter osnoval ustanove za rehabilitacijo: Dom invalidne mladine Kamnik (sedaj Cirius Kamnik), Zavod za rehabilitacijo invalidov LRS Ljubljana (sedaj Univerzitetni zavod za rehabilitacijo SOČA), Zavod za medicinsko rehabilitaciji Laško (sedaj Zdravilišče Laško in Wellness Park Laško). Leta 1948 je osnoval prvo šolo za fizioterapijo v Rovinju. Na njegov predlog je bil 1958 vključen v študij medicine predmet Osnove fizioterapije in rehabilitacije. Na kliniki je uvedel nove metode zdravljenja: atroplastika z endoprotezami, odprto zdravljenje osteoartikularne tuberkuloze, uporabo konzervativnih kostnih homoiotransplantatov in organiziral kostno banko Ljudske republike Slovenije, ki je bila prva tovrstna v Jugoslaviji, ter uvedel nove metode operativnega zdravljenja prirojenega izpaha v kolčnici, uporabo osteosintetičnega materiala, kompresivno osteosintezo, operativno zdravljenje izpada medvretenčne ploščice. Ukvarjal se je tudi s problematiko prve pomoči ter 20 let vodil  Gorsko reševalno službo, organiziral njeno mrežo in vodil številne tečaje gorskih reševalcev. Vrsto let je bil član zdravniškega konzilija predsednika Josipa Broza Tita.
Akademik Brecelj je bil redni član Slovenske akademije znanosti in umetnosti (SAZU, 1949; 1961 načelnik oddelka za medicinske vede, 1976 upravnik Inštituta za medicinske vede pri SAZU), dopisni član Srbske akademije znanosti in umetnosti (SANU, 1961) in Jugoslovanske akademije znanosti in umetnosti (JAZU, 1963; zdaj HAZU), ter istega leta tudi član sovjetske akademije medicinskih ved, častni član Slovenskega zdravniškega društva in Société Internationale de Chirurgie Orthopédique et de Traumatologie in drugih. Bil je nosilec partizanske spomenice, dobitnik nagrade Avnoja (1968) in Kidričeve nagrade (1986). Leta 1967 je postal član Sveta federacije SFRJ. Ob upokojitvi 1976 je bil izvoljen za zaslužnega profesorja ljubljanske univerze, 1981 je dobil odlikovanje junaka socialističnega dela (verjetno zaradi skrbi za Tita v zadnjem obdobju življenja), 1985 pa je bil proglašen tudi za častnega občana Ljubljane. Je avtor več knjig, objavil pa tudi nad 70 strokovno-znanstvenih člankov v domačih in tujih revijah ter zbornikih.
Tudi njegov oče, Anton Brecelj, je bil zdravnik, publicist in politik, njegov brat, Marijan Brecelj pa pravnik in politik. Njegov zet je bil pisatelj Vladimir Kavčič (poročen je bil z njegovo hčerjo Barbaro Brecelj). 

## Pregled nekaterih življenjskih mejnikov
- redni profesor za ortopedijo na Medicinski fakulteti v Ljubljani,
- predstojnik Ortopedske klinike v Ljubljani,
- predstojnik Inštituta za medicinske vede SAZU,
- redni član Slovenske akademije znanosti in umetnosti (6. december 1949 - 9. september 1986),
- častni meščan Ljubljane (1984),
- osebni zdravnik Josipa Broza Tita,...